# 波塔利斯 (新墨西哥州)
波塔利斯（英語：Portales）是一個位於美國新墨西哥州羅斯福縣的城市。同時該地也是羅斯福縣的縣治。

## 地方資料
波塔利斯的座標為34°10′31″N 103°21′23″W / 34.17528°N 103.35639°W，而該地的海拔高度為1223米（即4013英尺）。根據2020年美國人口普查，該地共人口12137人，而該地的面積約為20.74平方千米。